# Melaleucococcus notoporosus
Melaleucococcus notoporosus är en insektsart som beskrevs av Sunita Bhatti 1990. Melaleucococcus notoporosus ingår i släktet Melaleucococcus och familjen pärlsköldlöss. Inga underarter finns listade i Catalogue of Life.